# Ceblepyris caesius
Ceblepyris caesius là một loài chim trong họ Campephagidae.

## Phân loài
- C. c. purus (Sharpe, 1891): Đông nam Nigeria, tây Cameroon, đảo Bioko và Guinea Xích đạo; đông nam Sudan và Ethiopia qua đông Cộng hòa Dân chủ Congo về phía nam tới tây bắc Mozambique.
- C. c. caesius Lichtenstein, 1823: Zimbabwe và trung Mozambique tới nam Nam Phi.